# Section carrément anti-Le Pen
Les Sections carrément anti-Le Pen (abrégées en SCALP) — qui donneront naissance au Réseau No Pasaran — constituent un réseau français antifasciste, radical et libertaire, positionné à l'extrême gauche,.
Le premier SCALP apparait en juin 1984 à Toulouse et est issu de la mouvance autonome,.
Militant, le Réseau No Pasaran promeut la confrontation physique avec les membres des partis ou groupes d'extrême droite.

## Origines et idéologie
En 1984, conçue à l'origine pour être un sigle éphémère à l'occasion d'une manifestation, la « Section Carrément Anti Le Pen » voit le jour à Toulouse dans les locaux de la CNT-AIT. Le succès médiatique de la manifestation du 6 juin 1984 contre la venue du président du Front national à Toulouse à l'occasion des élections européennes, inspire la création de groupes dans une douzaine de villes de France, qui en reprennent l'acronyme.
Le CERF (Cenre d'études et de recherche sur le fascisme) présidé par Henri Martin recueille informations et sources dans divers milieux.
Le SCALP organise alors, à chaque venue du Front national  de Le Pen à Toulouse, des manifestations de masse, dans l'objectif d'empêcher physiquement la tenue des meetings. La structure ouverte compte des dizaines de personnes, organisées affinitairement, rejointes par la jeunesse des quartiers toulousains (Bellefontaine, Quartiers Nord Minimes...). Dans le même temps, plusieurs actions armées ont lieu à Toulouse (explosion de la salle Mermoz, réunions FN, etc.). Les personnes à l'origine de ces actions seront arrêtées et connues comme "les 5 antifascistes".[réf. nécessaire]
Ce SCALP première manière, qui se développe en même temps que la scène rock alternative. Est ainsi organisé en 1985 (à la salle de la piscine) le concert Géronimo, avec le groupe Bérurier noir, les City Kids et le groupe toulousain Dau Al Set, que sont créés en 1985 et 1986 le fanzine KAO, l'organisation avec les lycéens d'un carnaval antifasciste (interdit) à Toulouse[réf. nécessaire].
En novembre 1989, un engin explosif est découvert à la permanence du Front national de Toulouse. La fédération des différents groupes au sein de la CNAF (Coordination nationale antifasciste) ne fonctionna jamais vraiment, le groupe parisien finissant par exploser en 1990, et les SCALP des différentes villes qui continuent à exister ne sont plus, ou que peu et mal coordonnés sur le plan national.
Selon un rapport des Renseignements généraux baptisé « Gauche 2000 », les SCALP ont de l'antifascisme une conception extensive qui les conduit à « lutter contre le système ultra-libéral et ses conséquences sociales, économiques, sécuritaires... »

## Histoire

Le logo du Réseau No Pasaran.

Après un ou deux ans de sommeil, les éléments du SCALP Paris « première manière » qui animaient en parallèle la revue REFLEXes (pour la plupart d'anciens étudiants qui s'étaient connus à la faculté de Nanterre) redonnent vie au SCALP en utilisant le sigle et son aura pour essayer de regrouper les jeunes qui se reconnaissent dans la lutte antifasciste radicale. Dans le même temps, le SCALP nouvelle manière s'éloignait de la mouvance autonome pour se rapprocher des organisations libertaires traditionnelles.
En 1993, le nouveau SCALP s'organise en réseau national : le Réseau No Pasaran, qui fédère une trentaine de groupes locaux. Le groupe parisien est connu sous le nom de SCALP-REFLEX (Réseau d'étude, de formation et de lutte contre l'extrême droite et la xénophobie).
Chaque collectif du réseau est autonome et une structure changeant chaque trimestre assure la coordination de l’ensemble.
En 2004, des individus quittent le groupe SCALP-REFLEX pour fonder plus tard le groupe Offensive libertaire et sociale,.
En 2006, dans le mouvement anti-CPE, les membres du Scalp-Reflex ont participé aux assemblées générales dans les universités et aux manifestations. Ils étaient présents lors de l'occupation de l'EHESS[réf. nécessaire].
En 2007, pour la campagne présidentielle, le Scalp-Reflex initie la candidature « Patate ». En mars de la même année, le mouvement organise une manifestation à Toulouse à l'occasion du meeting de Le Pen. 
En février 2013, le groupe parisien SCALP-REFLEX annonce sa dissolution « face aux limites de la lutte antifasciste et à l'évolution de la société moderne », toutefois, le réseau No Pasaran continue à perdurer.

## Effectifs
L'actrice Ovidie, le dessinateur Manu Larcenet, ainsi que Florent Grospart qui deviendra adjoint au maire Vert de Vendôme et dirigeant d'Attac, ont fait partie du SCALP.

## Publications
Le réseau publie une revue mensuelle intitulée No Pasaran !. Imprimée à 2000 exemplaires, elle est disponible dans les lieux militants et de nombreuses librairies.
Le réseau No Pasaran a également publié de nombreux ouvrages sur l'extrême droite dont GUD, autopsie d'un moribond, Bêtes et Méchants, petite histoire des jeunes fascistes français et Rock Haine Roll, origines, histoires et acteurs du rock identitaire français, une tentative pour contrer la culture d’extrême droite.
En 2005, le SCALP sort un livre : Comme un indien Métropolitain, sur l'histoire du mouvement de 1984 à 1992.